# Segmento
Segmento — российская компания-разработчик одноимённой автоматизированной платформы, использующей собственные технологии машинного обучения для закупки рекламы в формате аукциона в реальном времени и таргетинга цифровой рекламы. Компания размещает рекламу на баннерах, в видео, в мобильных браузерах и социальных сетях.

## История
Segmento возникла на основе компании RuTarget, созданной в 2011 году. Её основателями выступили Евгений Лёгкий, некогда работавший в JetBrains и отвечавший за стратегию разработки в LG, а также Роман Нестер, ранее работавший в структурах WPP, Bonnier Group и соосновавший компанию-разработчика алгоритмов для торговли финансовыми активами QuantBrothers и Кирилл Сафонов.
Первые рекламные кампании были проведены в 2012 году. Segmento заявила о выходе на рынок в августе 2013 года.
К 2014 году штат компании вырос до 20 человек, распределённых по двум офисами в Москве и Санкт-Петербурге.
В 2015 году компания была приобретена «Сбербанком».
В 2016 году в число акционеров компании вошёл инвестфонд АФК «Система».
К 2018 году штат компании вырос до 135 человек с центральным офисом в Москве и R&D-офисом в Санкт-Петербурге.

## Технологии
Segmento реализует сложные стратегии медийного размещения, позволяющие рекламодателям обратиться к точным сегментам аудитории в интернете. В платформе возможен таргетинг на основе данных о поведении посетителей на сайтах, устойчивых интересах, истории поисковых запросов каждого пользователя, социально-демографических характеристиках, контексте посещенных страниц и многих других. Segmento позволяет доставлять персонализированные рекламные обращения и тем, кто хотя бы раз побывал на сайте рекламодателя. В 2014 году компания подала две заявки на патенты, связанные с наработками в области предсказания поведения покупателей на онлайн-площадках.
На 2016 год база данных Segmento включает 250 миллионов профилей, в ней 98 % пользователей Рунета и более 1 миллиона интернет-сайтов. Также на конец 2016 года платформа оперировала обезличенными данными 84 миллионов клиентов «Сбербанка» и размещала рекламу 150 рекламодателей в четырёх ключевых каналах: баннерах, видео, мобильных приложениях и социальных сетях. Это сотрудничество было названо «первым примером широкомасштабной монетизации банковских данных в России и Европе».
Компания заявляет, что на 2018 год её платформа ежедневно обрабатывает более 2 млрд событий, включающих запрос ставок, показов рекламы, кликов, сессий, конверсий и покупок. В этом же году было анонсировано, что в перспективе 2019 компания займется анализом больших данных компаний, связанных с АФК «Система», в частности мобильного оператора «МТС».

## Бизнес-модель
На конец 2016 года Segmento размещала рекламу 150 рекламодателей в четырёх ключевых каналах: баннерах, видео, мобильных приложениях и социальных сетях. На 2018 год в структуре выручки Segmento около 40 % приходится на прямые контракты с рекламодателями и 60 % приносит сотрудничество с локальными и международными агентствами. В списке клиентов компании Danone, Mastercard, Stada, Pfizer, L'Oréal, Estée Lauder, Huawei, Bayer, S7, Hyundai, Toyota, Pfizer, Samsung, L'Oreal, Volkswagen, Mars, Tikkurila, «Триколор ТВ», «220 вольт», агентства BBDO Group, ADV, OMD OM Group, Media Direction Group, Dentsu Aegis Network, Publicis Media.

## Награды
В 2016 году «Сбербанк» использовал технологии Segmento для работы с накопленными «большими данными» для создания портретов пользования для прогнозирования потребностей и спроса на банковские услуги в режиме реального времени в маркетинговой кампании Data-driving Sberbank. По оценке банка, проект в 1,5 раза повысил эффективности цифрового маркетинга при снижении затрат на 30 %. В марте 2017 года кампания принесла Segmento серебряную награду Effie Awards Russia 2017 в категории «Кампания с эффективным использованием programmatic buying». Также в 2017 году «Сбербанк» завоевал «Бронзового льва» в категории в «Финансовые продукты и сервисы» на фестивале «Каннские львы» в 2017 году. Креативная идея и концепция кампании Neighborhoods разработаны агентством GOOD, механика кампании была реализована банком совместно с Segmento. Также кампания завоевала «Золотого льва» в категории Creative Data. Всего она была представлена в 4 номинациях: Promo & Activation / Financial Products and Services, Media/ Financial Products and Services, Data / Best use of real time data и Data / Business-to-business data solution.

## Инвестиции
В течение нескольких лет компания привлекла инвестиции от бизнес-ангела и полноценный раунд А. В своей колонке, опубликованной изданием Forbes, Роман Нестер рассказывал, что расходы на разработку составили более 2 миллионов долларов.
В марте 2015 года Сбербанк России приобрёл контрольный пакет Segmento. Стороны не раскрывали сумму сделки, участники рынка оценивали её в 10 миллионов долларов. Позднее Сбербанк также воспользовался правом нарастить долю до 100 %. В декабре 2016 «Сбербанк» благодаря инвестициям в Segmento и компанию Platius стал лауреатом премии The Moscow Times Award 2015 в номинации «Стратегический инвестор года».
В декабре 2016 года стало известно о продаже 50 % компании венчурному фонду Sistema Venture Capital, принадлежащему холдингу АФК «Система» — контролирующему акционеру МТС, МТС-банка, сети магазинов «Детский мир», туристического оператора «Интурист» и других компаний. По словам старшего вице-президента «Сбербанка» Михаила Эренбурга, эта сделка позволила банку окупить инвестиции в Segmento.